# Ögonfärg hos människan
Ögonfärg hos människan är färgen på iris. Ögonfärg kategoriseras vanligen i huvudgrupperna brun, blå, grå, grön samt melerad, det vill säga en blandning av dessa färger. Färgerna förekommer i olika mörka och ljusa nyanser.
Skillnaderna i ögonfärg hos människan beror i första hand på skillnader i mängden av melanin i iris. Ögonfärgen är en ärftlig egenskap. Minst tre gener är inblandade i att bestämma ögonfärgen. Ärftligheten är komplex, med flera olika kombinationer av recessiva och dominanta gener. Det innebär att ett stort antal kombinationer hos barn och föräldrar är möjliga. 
Ögonfärgen kan förändras. Ett barn kan födas med blå ögon, men när produktionen av proteinet melanin så småningom ökar när individen utvecklas, kan färgen efter cirka 6 månader till ett år övergå till brun.

## Ögonfärger

### Bruna ögon
| Mörkbrun och ljusbrun iris. |  | Mörkbrun och ljusbrun iris. |
| Mörkbrun och ljusbrun iris. |  |                             |

Brunt är den klart vanligaste ögonfärgen hos människor i hela världen, framför allt i Afrika, Asien och hos stora delar av befolkningen i Amerika,  Europa och Oceanien. Minst vanlig är den bruna ögonfärgen i länderna runt Östersjön.  Hos människor innehåller bruna ögon höga halter av melanin. Väldigt mörkbruna ögon kan ibland verka svarta.

### Melerade ögon

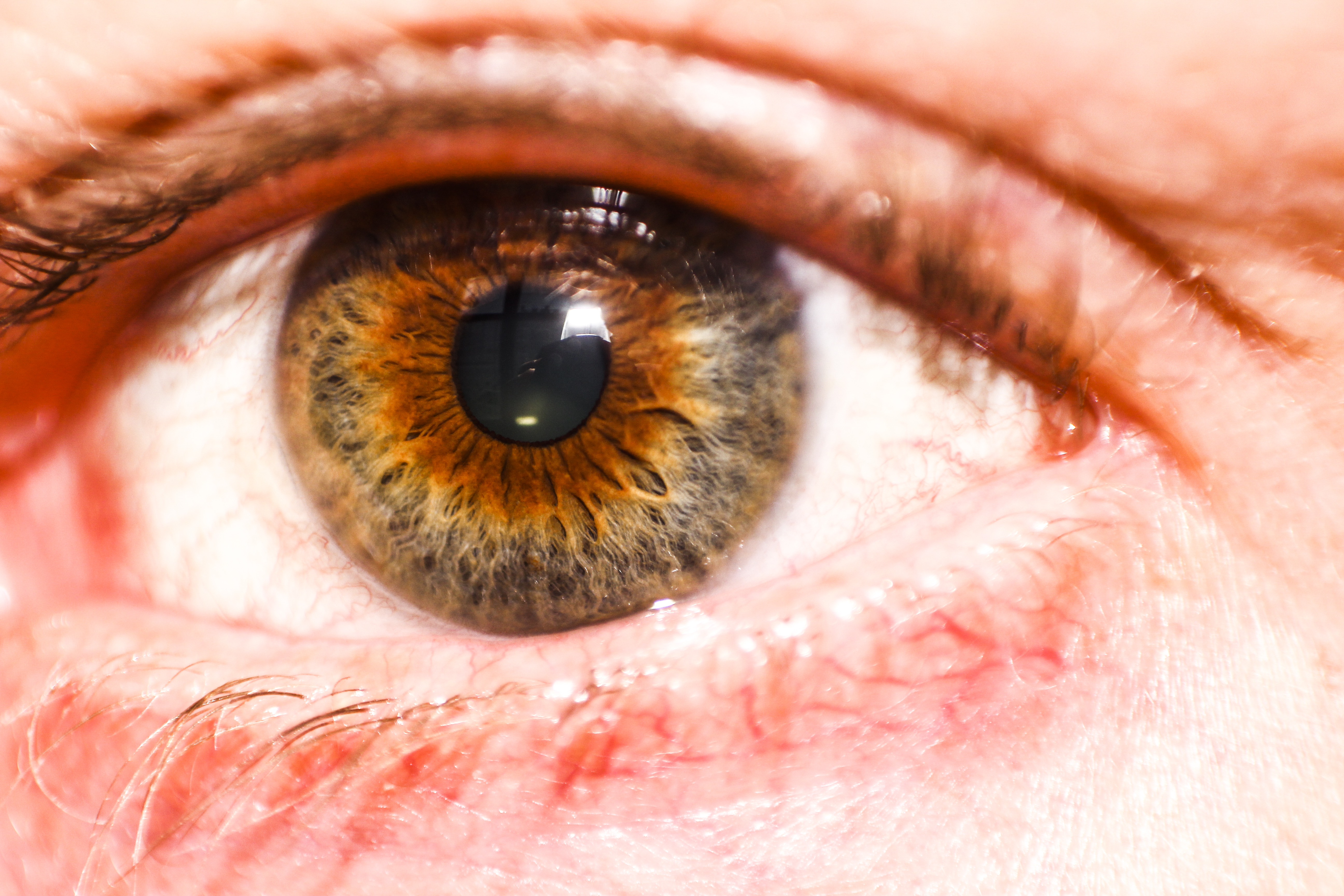
Melerad iris.

Melerade ögon, även kallade nötbruna, hazel, ljusbruna, guldfärgade eller "whiskeyögon". Ögonfärgen förekommer i regioner där blå, grön och brunögd befolkning är blandade. Melerade ögon betraktas som ovanliga och misstas därför oftast för bruna eller gröna ögon, när de i själva verket är en kombination av de båda färgerna. Den dominerande färgen i ögat varierar från brun/guld till grön och färgen kan uppfattas olika när ögonen observeras i solljus. Detta beror på en kombination av Rayleigh-spridning och en måttlig mängd melanin i iris.

### Blå ögon

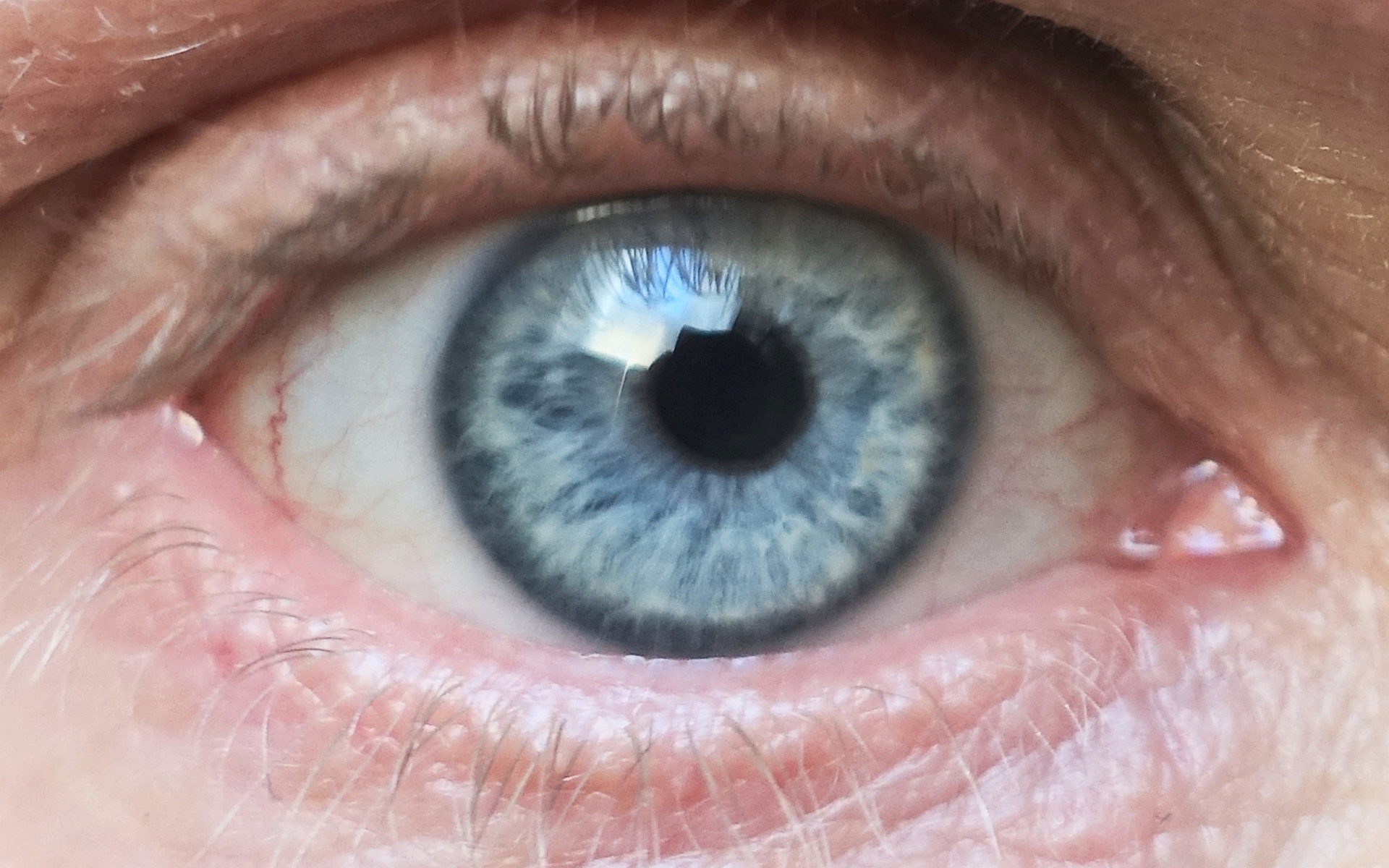
Blå iris.

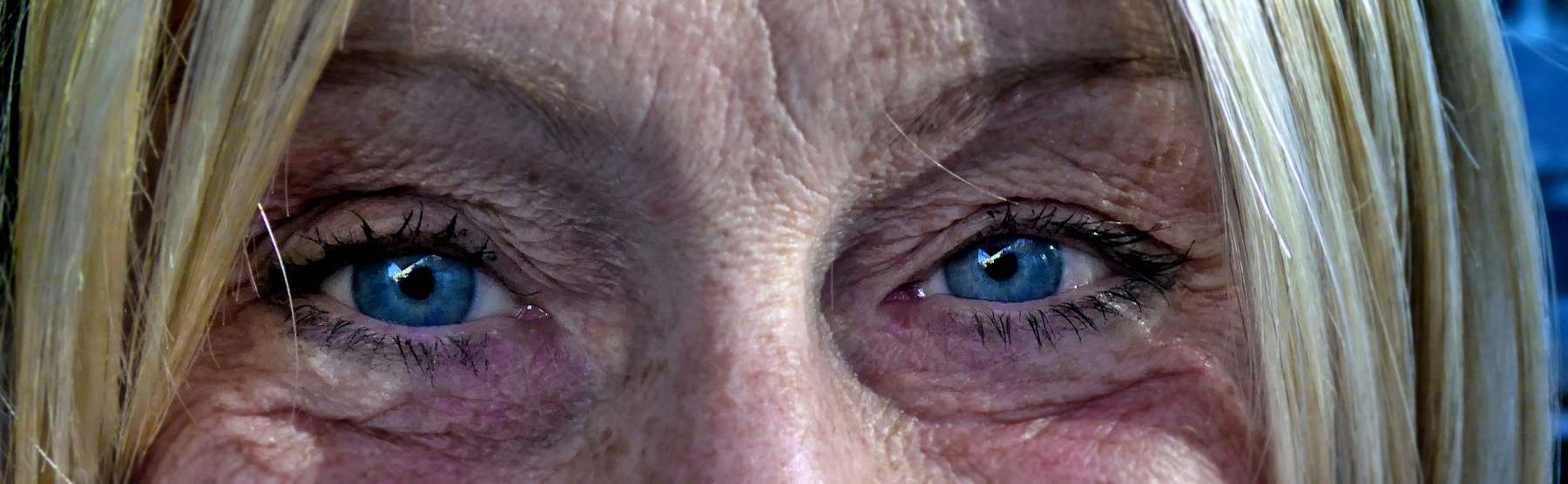
Blå iris.

8-10% av jordens befolkning har blå ögon. De är vanligast hos människor med rötter i norra, östra och nordvästra Europa. De förekommer även till en mindre grad i vissa länder i Sydeuropa (Portugal, Grekland, Italien, Spanien), och Västasien (Iran, Afghanistan, Libanon, Jordanien). På grund av emigration från Europa finns blåögda också i Australien, Kanada, USA och Argentina. Nya data tyder på att blå ögonfärg uppkommit för relativt kort tid sedan, se under genetik nedan.

### Gröna ögon
| Nötbrun–grön och grön iris. |  | Nötbrun–grön och grön iris. |
| Nötbrun–grön och grön iris. |  |                             |

Endast 1–2 % av världens befolkning har gröna ögon. Färgvarianten förekommer främst hos människor med keltiskt eller germanskt påbrå, och till en mindre grad i vissa länder i Sydeuropa (Albanien, Portugal, Grekland, Italien, Spanien). Sett till befolkningsandel är grönaktiga irisar vanligast förekommande i Albanien, Slovenien, Kroatien och på Island. Gudomligheter i grekisk och kinesisk mytologi avbildas ofta med gröna ögon.[källa behövs]

### Grå ögon

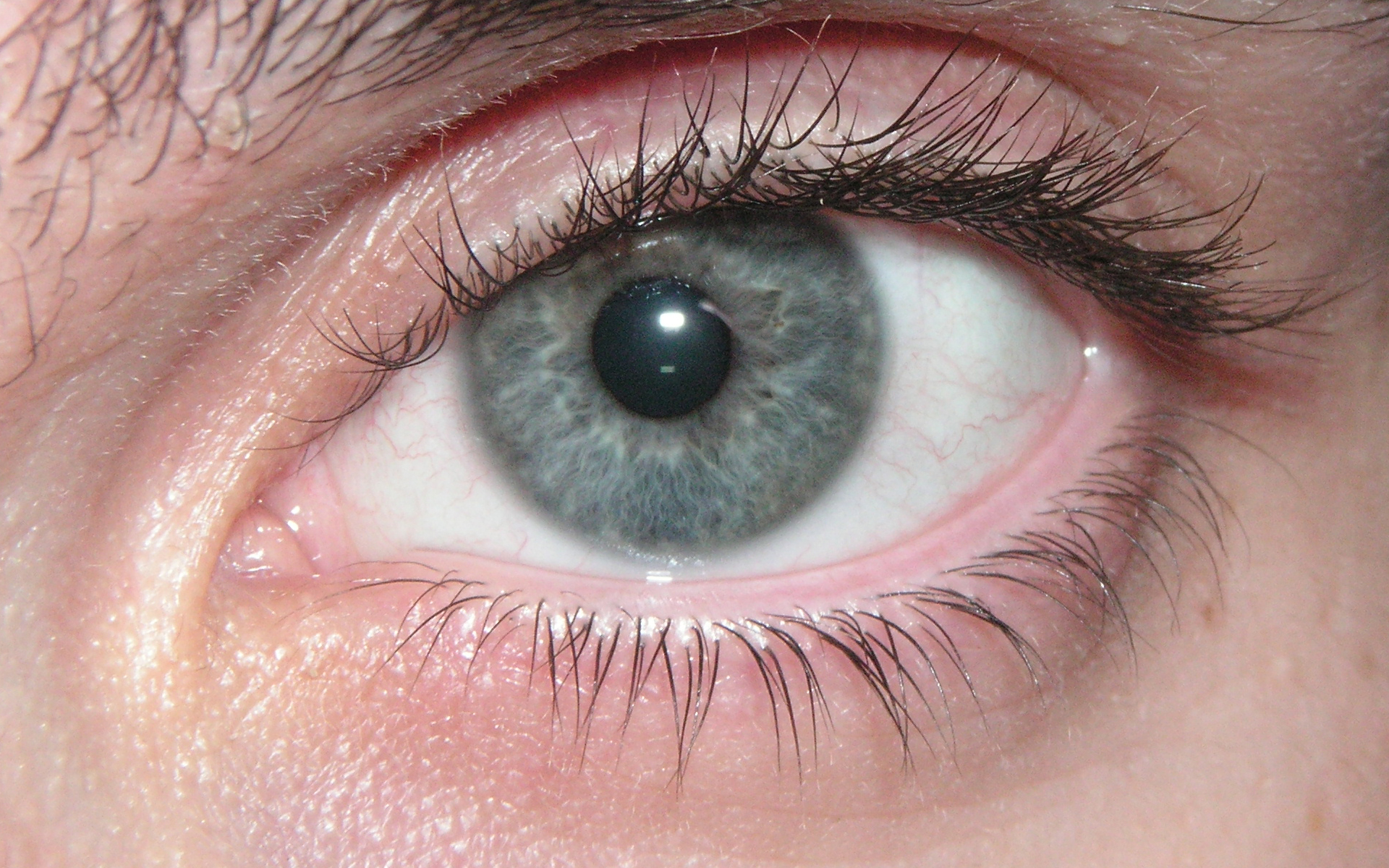
Grå iris.

Grå ögon är vanligast i Nord- och Östeuropa, men förekommer också i några andra regioner: nordvästra Afrika (Aurèsbergen), shawia-folket i Algeriet, och i Iran, Afghanistan och Pakistan. I mikroskop uppvisar en grå iris små mängder av gult och brunt pigment. Det finns minst två saker som styr den grå ögonfärgen: dels mängden producerat melanin, dels tätheten av proteinerna i iris.

### Röda och violetta ögon

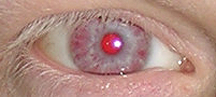
Röd iris.

Röda ögon kan uppträda vid svåra fall av albinism, där ögat helt saknar melanin (pigment). Det som då ger den röda färgen på iris eller "röda ögon" är egentligen en reflex från blodkärlen under näthinnan. Ibland kan ögonen hos dessa framträda som violetta. 
Mycket djupt blå ögon – som till exempel hos skådespelerskan Elizabeth Taylor – kan också i vissa belysningar förefalla violetta.

### Olikfärgade ögon (heterokromi)

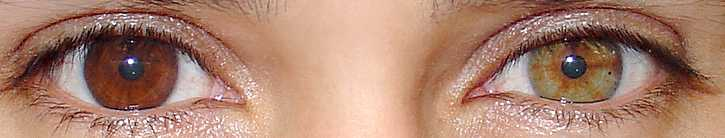
Fullständig heterokromi.

Heterokromi är ett tillstånd där antingen en iris har en annan färg än den andra (fullständig heterokromi), eller när en del av en iris har en från resten avvikande färg (partiell heterokromi eller sektorsheterokromi).
En känd person med partiell heterokromi är Kate Bosworth. Enligt en vanlig uppfattning hade även David Bowie olikfärgade ögon. Detta var dock bara en förstorad pupill som var resultatet av ett slagsmål under skoltiden.

## Genetik
Det finns tre kända genpar som kontrollerar människoögonfärg. Två av dessa finns på kromosompar 15 och en på kromosompar 19. Bey 2-genen (EYCL3) på kromosom 15 har en blå och en brun allel. Gey (EYCL1) på kromosom 19 har en blå och en grön allel och bey 1 på kromosom 15 är en gen för brun ögonfärg.
Det har länge lärts ut i skolor att två blåögda föräldrar ej kan få brunögda barn eftersom blå ögonfärg ärvs recessivt. Dock har senare forskning visat att det är mer komplicerat. 
Det finns en genetisk modell som förklarar ärftligheten av blå, gröna och bruna ögon. I modellen är den bruna allelen i bey 2 alltid dominant, så även om en person är heterozygot och har båda allelerna kommer den bruna genen att bli uttryckt. Den gröna allelen på gey är dominant gentemot den blå allelen men recessiv mot den bruna allelen på kromosom 15. Detta gör att det bildas en dominansordning mellan genparen. En person med en brun allel på kromosom 15 kommer att få bruna ögon, om resten av allelerna är gröna eller blå. Finns det en grön allel på kromosom 19 och resten av allelerna är blå blir resultatet gröna ögon. Blå ögon uppstår bara om samtliga alleler är blå.
Denna modell kan bara förklara ärftlighet av blå, bruna och gröna ögon, men inte grå eller melerade ögon, eller hur ögonfärg kan förändras med tiden. Detta tyder på att det finns fler, ännu oupptäckta, gener som inverkar på ögonfärgen. Den danske genetikern Hans Eiberg har visat att blå ögonfärg beror på en mutation i genen OCA2, som reglerar melaninproduktionen i iris. Undersökningar av blåögda personer i så skilda länder som Danmark, Jordanien och Turkiet har visat att denna mutation uppkom vid ett enda tillfälle för 6 000–10 000 år sedan, och alla blåögda tycks alltså ha en gemensam förfader som levde vid denna tid.
| Gennamn | Effekt på ögonfärg                                                         |
| ------- | -------------------------------------------------------------------------- |
| OCA2    | Associerad med melaninproducerande celler. Central betydelse för ögonfärg. |
| HERC2   | Påverkar funktionen av OCA2, med en mutation starkt kopplad till blå ögon. |
| SLC24A4 | Associerad med skillnader mellan blå och gröna ögon.                       |
| TYR     | Associerad med skillnader mellan blå och gröna ögon.                       |